# Treblinka (stacja kolejowa)
Treblinka – zlikwidowana stacja kolejowa a także ładownia znajdująca się w Treblince na linii kolejowej nr 55 Sokołów Podlaski – Siedlce, w województwie mazowieckim.
Stacja znajdowała się kilka kilometrów od obozu zagłady w Treblince. Została zniszczona przez wycofujące się wojska niemieckie w sierpniu 1944.